# G-Eazy
Gerald Earl Gillum (sinh ngày 24 tháng 5 năm 1989, nghệ danh: G-Eazy) là một rapper người Mỹ đến từ Oakland, California.  These Things Happen là album đầu tiên anh phát hành dưới tên một hãng đĩa lớn, được phát hành vào ngày 23 tháng 6 năm 2014. Album vươn lên hạng 3 trên Billboard 200 tại Hoa Kỳ. Album phòng thu thứ hai, When It's Dark Out, tiếp tục được phát hành ngày 4 tháng 12 năm 2015. Đĩa đơn "Me, Myself & I" trong album này lọt vào top 10 Billboard Hot 100. Album thứ ba và mới nhất, The Beautiful & Damned, được phát hành ngày 15 tháng 12 năm 2017.
Vào 02 tháng 05 năm 2018, G-Eazy bị bắt tại Stockholm, Thụy Điển vì tình nghi hành hung, tàng trữ và sử dụng ma tuý, sau khi anh bị cáo buộc đánh một nhân viên bảo vệ an ninh, đồng thời cảnh sát Thụy Điển còn phát hiện số lượng cocaine tàng trữ trong người. G-Eazy đã nhận tội vì hành vi bạo lực, tàng trữ và sử dụng chất ma tuý và tấn công một quan chức tại tòa án vào ngày 4 tháng 5. G-Eazy bị kết án và bị phạt 10.000 USD và bồi thường 900 USD cho nhân viên bảo vệ mà anh đã tấn công.

## Danh sách album
- The Epidemic LP (2009)
- Must Be Nice (2012)
- These Things Happen (2014)
- When It's Dark Out (2015)
- The Beautiful & Damned (2017)
- Everything's Strange Here (2020)
- These Things Happen Too (2021)

## Giải thưởng và đề cử

### Giải Âm nhạc châu Âu của MTV
| Năm  | Đề cử / Tác phẩm | Giải thưởng                    | Kết quả   |
| ---- | ---------------- | ------------------------------ | --------- |
| 2016 | G-Eazy           | Nghệ sĩ Hip-Hop xuất sắc nhất  | Đề cử     |
| 2017 | G-Eazy           | Nghệ sĩ Hip-Hop được yêu thích | Đoạt giải |